# Чорничний суп
Чорничний суп (швед. blåbärssoppa, фін. mustikkakeitto) — це скандинавський суп з чорниці, який можна подавати холодним або гарячим. Він солодкий і містить крохмаль, що надає йому досить густої консистенції. Його подають як суп, часто разом з кашею, або як напій.
Шведське слово для чорниці, blåbär, буквально означає «лохина», але напій робиться не з лохини (секція Cyanococcus роду Vaccinium), а пов'язаного, але різного виду — чорниці, Vaccinium myrtillus, яка росте в дикій природі по всій Скандинавії та інших частинах Європи.

## Використання
Чорниця традиційно використовується для боротьби з легкими шлунково-кишковими захворюваннями, а у Швеції та Фінляндії, чорничний суп часто вважається підходящою їжею для людей з розладами шлунка, оскільки багатий енергією і добре засвоюваний.
Чорничний суп можна готувати вдома з чорниці, цукру, води та картопляного крохмалю, або він продається у готовому вигляді чи у вигляді порошку для змішування з водою.
Чорничний суп традиційно подають учасникам лижного марафону Васалоппет, оскільки він багатий енергією. У США, чорничний суп імпортується і продається під торговою назвою Blåbär.